# Medinas juvel
Medinas juvel är en historisk roman av den amerikanska journalisten Sherry Jones. Romanen, som är Jones skönlitterära debut, handlar om Aisha, den yngsta av profeten Muhammeds hustrur, och följer henne från det att hon sex år gammal bortlovas med profeten Muhammed fram till dennes död. Medinas juvel skulle ursprungligen ha publicerats av Random House i augusti 2008, men då förlaget kort dessförinnan valde att ställa in publiceringen tog Beaufort Books över utgivningen av romanen.

## Kontroversen runt utgivningen
Random House köpte år 2007 utgivningsrättigheterna för Medinas juvel och för dess uppföljare för 100 000 $. Planerat utgivningsdatum var satt till den 12 augusti 2008. Förlaget hade redan sålt utgivningsrättigheterna till flera länder, ingått avtal med två större bokklubbar, Book of the Month Club och Quality Paperback Book Club, samt planerat in en lanseringsturné till åtta städer i USA.
Att Random House sedermera valde att ställa in dessa planer berodde enligt förlagets pressmeddelande på att de islamkännare som man låtit läsa romanen i förväg hade avrått dem från att ge ut den. Dessa islamkännare, som inte namngavs i pressmeddelandet, hade ansett att boken kunde uppfattas som stötande av muslimer och att den dessutom kunde "provocera vissa små radikala grupper att ta till våld". För att skydda författaren, förlagets anställda och andra inblandade hade man därför fattat beslutet att på obestämd tid skjuta upp utgivningen. Man förklarade också att Jones i och med detta hade möjlighet att avsluta kontraktet med Random House och söka sig till andra förlag.
Enligt "You Still Can’t Write about Muhammad" – en debattartikel av Asra Nomani publicerad i The Wall Street Journal den 6 augusti – berodde Random Houses beslut att ställa in publiceringen främst på den roll Denise Spellberg, historieprofessor och islamkännare vid The University of Texas, spelat i affären. Spellberg var en av de som på förlagets initiativ läst ett förhandsexemplar av romanen och fanns också med bland de referenser Jones angett i slutet av sin bok. Som Nomani förklarar var Spellberg mycket kritisk till den roman hon ombetts kommentera: hon menade att Medinas juvel "gjorde narr av muslimerna och deras historia", att den utgjorde en "krigsförklaring" och att den kunde leda till ännu mer kontroverser än Satansverserna och de danska Muhammedkarikatyrerna. Enligt Nomani hade Spellberg också kontaktat muslimska grupper i USA och uppmanat dessa att protestera mot den förestående utgivningen.
I "I Didn't Kill 'The Jewel of Medina'", ett svar på Nomanis artikel, bestred Spellberg denna beskrivning av sin roll i affären. Det låg, förklarade hon, inte i hennes makt att stoppa publiceringen av boken. Däremot hade hon, i egenskap av expert på området, ansett att det var hennes "yrkesmässiga plikt att bemöta denna romans vilseledande beskrivning av en verklig kvinnas liv". Hon förklarade också att hon sett det som sin skyldighet att informera massmedierna om en bok som kunde väcka ilska bland vissa muslimer. Orsakerna till att Random House valt att inte ge ut boken var, enligt Spellbergs åsikt, uteslutande av kommersiell natur.
Random Houses beslut väckte stor uppståndelse i medier världen över. Salman Rushdie ryckte ut till Jones försvar och hävdade att förlagets agerande var att betrakta som "censur baserad på rädsla" och att Random House genom sitt beslut "föregick med ett mycket dåligt exempel". Rushdie fick medhåll av Andrew Franklin, som arbetade för Penguin Books då Satansverserna publicerades. Denne beskrev Random Houses beslut som "fullständigt chockerande". Geoffrey Robertson, som hotades av terrorister för att företrädde Rushdie, menade å sin sida att förlaget borde ge Jones en ordentlig ekonomisk kompensation för den skada man åsamkat henne. Andra menade tvärtom att Random House var i sin fulla rätt att inte publicera romanen. Till dessa hörde Stanley Fish, som på sin blogg på New York Times hemsida hävdade att ordet "censur" inte borde användas i ett fall som detta, utan istället reserveras för de fall då en regering försöker begränsa yttrandefriheten.
Den 4 september 2008 gick det brittiska förlaget Gibson Square ut med nyheten att man planerade att ge ut Sherry Jones roman i Storbritannien och Samväldesländerna. Förläggaren Martin Rynja manade till “öppen tillgång till litterära verk, oberoende av rädsla” och sade sig – i ett pressmeddelande – ha blivit “överväldigad av romanen, av dess rörande kärleksberättelse och det intressanta men okända stycke historia den porträtterar.”  Med anledning av Gibson Squares beslut skrev den latinamerikanske författaren en sedermera ofta citerad artikel i The New Republic, där han förklarade att det i hans ögon inte spelade någon roll om boken var bra eller inte: “Jag är inte intresserad av varför Gibson Square beslutat att publicera boken, av huruvida det beror på opportunism, girighet, skandaltörst, på att man ogillar profeten Muhammed eller på att man tror på bokens kvalitéer. Men det faktum att någon någonstans är beredd att löpa risken att inte låta våldshot begränsa yttrandefriheten, det är oerhört betryggande”.
Den 27 september utsattes Martin Rynjas hus i London för ett brandbombsattentat, av allt att döma utfört av personer som motsatte sig publiceringen. Kort därefter greps tre män - Ali Beheshti, 41, Abrar Mirza, 23 och Abbas Taj, 30 - misstänka för terroristbrott. Vid rättegången framkom att Beheshti och Mizra tillsammans hällt diesel genom Rynjas brevinkast och tänt på. Den tredje förövaren, Taj, hade väntat i en bil i närheten. Medan Beheshti och Mizra erkände sig skyldiga till försök till mordbrand och till att ha utsatt annan människa för livsfara, hävdade Taj att han å sin sida inte haft en aning om vad de båda andra höll på med, att han endast erbjudit dem skjuts. Rätten satte emellertid ingen tro till denna utsaga och när domen föll i juli 2009 dömdes samtliga till fyra och ett halvt års fängelse.
I kölvattnet av attentatet gick Anjem Choudhary och andra muslimska ledare ut och varnade för ytterligare attentat.  Förlaget å sin sida gick ut med meddelandet att Jones beslutat att på obestämd tid skjuta upp publiceringen av romanen. Jones själv förnekar emellertid att hon skulle ha gjort något sådant och hävdar att beslutet var helt och hållet förlagets eget.
Den 5 september, dagen efter att Gibson House gått ut med sitt besked – som alltså sedermera drogs tillbaka – stod det klart att förlaget Beaufort Books skulle ta över utgivningen av romanen i USA. En dryg månad senare, den 6 oktober, släpptes romanen i de amerikanska bokhandlarna. För att föregripa ytterligare bakslag hade förlaget valt att tidigarelägga utgivningen med två veckor: "Vi vill få ut boken så fort som möjligt innan fler går i taket över en bok som ingen har läst", sade Jones i en kommentar.

## Medinas juveli översättning
Innan det engelska originalet gavs ut i oktober hade det serbiska bokförlaget Beobook redan i augusti hunnit komma ut med en serbisk översättning av romanen, som alltså paradoxalt nog var den första version av Medinas juvel som kom ut i handeln. Efter protester från muslimska grupper valde förlaget att stoppa försäljningen och gick dessutom ut med en offentlig ursäkt till landets muslimer. Försäljningen återupptogs dock kort därefter, detta sedan det framkommit att ett stort antal piratkopior av boken fanns i omlopp. Medinas juvel blev inom kort en stor försäljningsframgång i Serbien och låg etta på topplistan i drygt två månader. Medinas juvel har till dags dato, maj 2009, översatts till ytterligare 5 språk, till tyska, polska, danska, italienska och spanska, och kommer framöver att ges ut också i Ungern, Brasilien, Ryssland, Makedonien, Finland och Nederländerna. Den svenska översättningen av romanen utkom september 2009, på Earbooks förlag och blev det årets bäst säljande översatta roman av en debutant. 

## Kritik av boken
Under utgivningsprocessen har Sherry Jones ofta utsatts för hård kritik från muslimskt håll. Den 6 oktober, samma dag som Beaufort Books gav ut romanen, publicerade de brittiska islamisterna Anjem Choudary och Omar Bakri en artikel där romanen beskrevs som "blasfemisk" och där Jones utpekades som "en fiende till islam". All kritik var inte lika hätsk och oförsonlig. Redan innan romanen givits ut la Sherry Jones ut boken på den islamiska websiten IslamOnline.net där den recenserades av författaren och poeten Marwa Elnaggar den 18 augusti. Elnaggar tog här upp vissa felaktigheter i Jones beskrivning av den förislamiska kulturen och menade att författaren låtit sig påverkas av "föreställningen om den mystiska och exotiska Orienten". Elnaggar påpekar emellertid också att det trots romanens brister vore missriktat att försöka förhindra dess publicering.
Ethar Katatneys recension i Egypt Today den 6 oktober var till övervägande delen kritisk. Katatney vänder sig bland annat mot att Jones valt att i vissa fall ändra på historiska fakta så att de bättre ska passa in i hennes berättelses intrig. Katatney är också kritisk mot att Aisha vid upprepande tillfällen beskrivs som Muhammeds "barnbrud". Trots sin kritik ser Kataney ingen poäng i att bannlysa boken och dess författare: "Snarare än att ta avstånd från henne, borde muslimer försöka vinna över henne till sin sida och med hjälp av hennes roman lära icke-muslimer den sanna historien om islam."
Den indiske författaren Farzana Versney, som i motsats till Elnaggar och Katatney bara läst delar av romanen, menar att Jones trots sin research i ämnet bara lyckats åstadkomma ett stycke chick-lit-litteratur. Versney vänder sig också mot Asra Nomanis tanke att fiktiva berättelser kan bidra till att "förmänskliga" islams historia: "Om människor har en viss trosuppfattning, låt dem då själva definiera denna. Det är också en del av yttrandefriheten".